# 陳芳胄
陳芳胄，誤稱程芳胃，廣東惠州府海丰县坊廓都人，清朝政治人物、進士出身。
康熙十二年，登進士，授中書舍人。